# Lintik
Lintik is een bestuurslaag in het regentschap Lampung Barat van de provincie Lampung, Indonesië. Lintik telt 1734 inwoners (volkstelling 2010).